# Orde van de Republiek (Transnistrië)

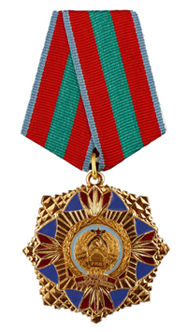
Medaille

De Orde van de Republiek werd door de president van Transnistrië ingesteld.
De stervormige onderscheiding wordt aan een vijfhoekig rood-blauw-rood lint op de linkerborst gedragen. Op de ster is een achthoekig blauw medaillon met een leliekruis geplaatst.